# Rotsvliegenvanger
De rotsvliegenvanger (Petroica archboldi) is een zangvogel uit de familie Petroicidae (Australische vliegenvangers). Deze vogel is genoemd naar de Amerikaanse filantroop en zoöloog Richard Archbold (1907-1976) die financier en leider was van de expeditie waarin deze vogel werd ontdekt.

## Verspreiding en leefgebied
Deze vogel is alleen bekend van twee bergtoppen in het Maokegebergte in westelijk-centraal Nieuw-Guinea.

## Status
De rotsvliegenvanger heeft een erg klein verspreidingsgebied in het hooggebergte. Aangenomen wordt dat de kwaliteit van de habitat wordt aangetast door klimaatverandering. Op de Rode lijst van de IUCN heeft deze soort daarom de status gevoelig.